# II liga polska w koszykówce mężczyzn
II liga polska w koszykówce mężczyzn – trzecia w hierarchii klasa męskich ligowych rozgrywek koszykarskich w Polsce, zespoły występują w czterech różnych grupach rozgrywkowych (A, B, C, D), po 16 drużyn w każdej. Tylko trzy najlepsze drużyny wyłonione w fazie play-off uzyskują awans do wyżej klasy rozgrywkowej – I ligi. Do niższej klasy rozgrywkowej (III ligi) są relegowane po dwie drużyny z każdej grupy.
Do 2001 nosiła nazwę III ligi.

## Drużyny II ligi w sezonie 2021/22
Na podstawie.

### Grupa A
- AMW Asseco Arka II Gdynia
- AZS Politechnika Gdańsk
- AZS UMK Transbruk Toruń
- Enea Astoria II Bydgoszcz
- Enea Basket Poznań
- KKS Basket Poznań
- KSK Ciech Noteć Inowrocław
- Miasto Zakochanych Chełmno
- MKK Pyra Szkoła Gortata Poznań
- MKS Sokół Międzychód
- Ogniwo Szczecin
- Sklep Polski MKK Gniezno
- SMS PZKosz Władysławowo
- Tarnovia Basket Tarnowo Podgórne
- Trefl II Sopot
- TS Basket Poznań

### Grupa B
- Akademia Koszykówki Legii Warszawa
- AZS UJK Kielce
- Energa Hutnik Koszykówka
- Isetia Erzurum Warszawa
- Polonia Warszawa
- KKS Tur Basket Bielsk Podlaski
- Kolejarz Basket Radom
- Legion Legionowo
- ŁKS Coolpack Łódź
- MKS Ochota Warszawa
- MUKS Piaseczno
- Sokół Ostrów Mazowiecka
- TSK Roś Pisz
- UKS Trójka Żyrardów
- Żubry Chorten Białystok

### Grupa C
- AK Iskra Częstochowa
- AZS AWF Mickiewicz Romus Katowice
- AZS Częstochowa
- Basket Hills Bielsko-Biała
- BS Polonia Bytom
- GTK Sordrew AZS II Gliwice
- KK UR Bozza Kraków
- KKS Ragor Tarnowskie Góry
- KS Cracovia Yabimo MG13 Kraków
- Miejski Czeladzki Klub Sportowy
- MKKS Rybnik
- MKS II Dąbrowa Górnicza
- MUKS 1811 Tarnów
- Niedźwiadki Chemart Przemyśl
- Oknoplast Korona Kraków
- TS Wisła Kraków

### Grupa D
- Aldemed SKM Zastal Zielona Góra
- BC Obra Kościan
- BC Swiss Krono Żary
- Dijo Polkąty Maximus Kąty Wrocławskie
- Exact Systems Śląsk Wrocław
- IgnerHome Basket Nysa
- Klub Sportowy Kosz Kompaktowy Pleszew
- KS Sudety Jelenia Góra Stowarzyszenie
- Nabzdyk BM Slam Stal Ostrów Wielkopolski
- Pogoń Prudnik
- Röben Gimbasket Wrocław
- Rycerze Rydzyna
- Team-Plast KK Oleśnica
- WKK II Wrocław
- Zetkama LaNonna Doral Nysa Kłodzko

## Zestawienie sezonów
pogrubienie – oznacza oficjalnie najlepszy zespół II ligi

A, B, C, B – oznaczają kolejne grupy rozgrywkowe II ligi
| Sezon                    | Liczba drużyn | Awans do I ligi                                                                                           | Spadek do III ligi |
| 2000/2001 (dwie grupy)   | 23            | Mickiewicz Katowice Turów Zgorzelec                                                                       | b.d. |
| 2001/2002 (dwie grupy)   | 24            | Stal Stalowa Wola Zastal Zielona Góra                                                                     | A – Spetech Bielsko Biała, Piotrkovia Piotrków, Glimar Gorlice B – Sudety Jelenia Góra, AZS Szczecin                                                             |
| 2002/2003 (cztery grupy) | 32            | KS Astoria Bydgoszcz ASK KS Siarka Tarnobrzeg                                                             | A – KKS Orzeł Białogard B – SMS II Warka C – Spetech Bielsko Biała D – Cracovia                                                                                  |
| 2003/2004 (dwie grupy)   | 31            | JKKS Górnik Wałbrzych Sokół Łańcut KKS Poznań¹ AZS Radom¹                                                 | AZS Szczecin |
| 2004/2005 (dwie grupy)   | 32            | Znicz Pruszków                                                                                            | b.d. |
| 2005/2006 (dwie grupy)   | 31            | b.d. | b.d. |
| 2006/2007 (trzy grupy)   | 39            | b.d. | b.d. |
| 2007/2008 (trzy grupy)   | 41            | ŁKS Łódź                                                                                                  | b.d. |
| 2008/2009 (trzy grupy)   | 41            | AZS Politechnika Warszawska Spójnia Stargard Szczeciński                                                  | A – Legia Warszawa, OSSM PZKosz Sopot |
| 2009/2010 (trzy grupy)   | 44            | SKK Siedlce                                                                                               | A – OSSM PZKosz Warszawa, OSSM PZKosz Sopot B – OSSM PZKosz Wrocław, KKS Siechnice C – AWF Mickiewicz Katowice, OSSM PZKosz Stalowa Wola                         |
| 2010/2011 (trzy grupy)   | 46            | b.d. | b.d. |
| 2011/2012 (trzy grupy)   | 40            | b.d. | A – SMS PZKosz Władysławowo |
| 2012/2013 (trzy grupy)   | 31            | MCKiS Jaworzno                                                                                            | b.d. |
| 2013/2014 (trzy grupy)   | 36            | Legia Warszawa Pogoń Prudnik GKS Tychy GTK Gliwice SKK Siedlce                                            | A – Enea Basket Piła B – Stela Cieszyn Wybrzeże Korsarz Gdańsk                                                                                                   |
| 2014/2015 (sześć grup)   | 42            | b.d. | A – KUKS Dubois Koszalin C – Röben Gimbasket Wrocław |
| 2015/2016 (cztery grupy) | 49            | Jamalex Polonia Leszno AGH Kraków Kotwica 50 Kołobrzeg                                                    | b.d. |
| 2016/2017 (cztery grupy) | 53            | R8 Basket AZS Politechnika Kraków WKS Śląsk Wrocław KK Warszawa                                           | b.d. |
| 2017/2018 (cztery grupy) | 55            | AZS AGH Kraków Górnik Trans.eu Wałbrzych Syntex Księżak Łowicz                                            | A – Gryf Goleniów, Tarnovia Basket Tarnowo Podgórne B – Sokół Ostrów Mazowiecka C – Cracovia 1906 Szkoła Gortata Kraków, MKKS Rybnik D – MKS Otmuchów, SMK Lubin |
| 2018/2019 (cztery grupy) | 54            | Politechnika Gdańska Weegree AZS Politechnika Opolska                                                     | |
| 2019/2020 (cztery grupy) | 51            | Rozgrywki zostały skrócone i zakończone z powodu pandemii Covid-19. Żaden zespół nie awansował do I ligi. | A – Enea UTP Astoria Bydgoszcz B – ZKS Stalowa Wola C – MUKS 1811 Unia Tarnów D – Röben Gimbasket Wrocław                                                        |
| 2020/2021 (cztery grupy) | 52            | MKKS Żak Koszalin UNB AZS UMCS Start Lublin AZS AGH Kraków                                                | |
| 2021/2022 (cztery grupy) | 60            | Enea Basket Poznań KKS Polonia Warszawa BS Polonia Bytom                                                  | |
| 2022/2023 (cztery grupy) | 63            | AZS AWF Mickiewicz Romus Katowice Niedźwiadki Chemart Przemyśl MKS Sokół Marbo Międzychód                 | |
| 2023/2024 (cztery grupy) | 64            | KSK Ciech Noteć Inowrocław ŁKS Coolpack Łódź OPTeam Resovia                                               | |
| 2024/2025 (cztery grupy) | 64            | Żubry Chorten Białystok Royal Polonia 1912 Leszno AZS AWF Mickiewicz Romus Katowice                       | |

## Sezon 2010/2011
Z pierwszej ligi spadły zespoły Żubry Białystok, KS Sudety Jelenia Góra, KKK MOSiR Krosno, AZS AWF Katowice. Z trzeciej ligi awansowały zespoły KK Świecie, Basket Piła, Mon-Pol Płock, AZS Politechnika Rzeszowska, GTK Gliwice, Hawajskie Koszule Żory. O "dzikie karty" na grę w II lidze wystąpiły Novum Lublin, Novum Bydgoszcz, AWF Mickiewicz Katowice i Polonia Przemyśl.
Terminu 30 czerwca 2010 na zgłoszenie się do rozgrywek nie dotrzymały: Legia Warszawa, MKS Piaseczno, ŻTS Nowy Dwór Gdański oraz Unia Tarnów.

## Sezon 2009/2010

### Grupa A
- Tur Bielsk Podlaski
- KPSW Astoria Bydgoszcz
- Korsarz Gdańsk (awans z III ligi)
- Asseco Prokom Gdynia III (dzika karta)
- Żuraw Gniewino (przeniesiony UKS Łęczyce)
- Harmattan Gniewkowo
- Basket Kwidzyn (nie otrzymał licencji na grę w ekstraklasie, dzika karta)
- ŻTS Nowy Dwór Gdański
- AZS UWM Olsztyn
- Norgips Piaseczno
- SKK Siedlce (przeniesiony z grupy C)
- OSSM Sopot (spadek w poprzednim sezonie, dzika karta)
- SIDEn Toruń
- OSSM Warszawa (spadek w poprzednim sezonie w grupie C, dzika karta)
- Unibet Legia Warszawa (dzika karta)
- Żyrardowianka Żyrardów (awans z III ligi)

#### Tabela
|     | zespół                      | pkt | m. | ZW. | POR. | Zdom | Pdom | Zwyj | Pwyj | pkt.zd. | pkt.str. | +/-   |
| --- | --------------------------- | --- | -- | --- | ---- | ---- | ---- | ---- | ---- | ------- | -------- | ----- |
| 1.  | KPSW Astoria Bydgoszcz      | 57  | 30 | 27  | 3    | 14   | 1    | 13   | 2    | 2771    | 2199     | 1.260 |
| 2.  | Norgips Piaseczno           | 54  | 30 | 24  | 6    | 13   | 2    | 11   | 4    | 2693    | 2254     | 1.195 |
| 3.  | SKK Siedlce                 | 53  | 30 | 23  | 7    | 13   | 2    | 10   | 5    | 2412    | 2085     | 1.157 |
| 4.  | Tur Bielsk Podlaski         | 52  | 30 | 22  | 8    | 14   | 1    | 8    | 7    | 2493    | 2147     | 1.161 |
| 5.  | TS Żuraw Gniewino           | 50  | 30 | 20  | 10   | 9    | 6    | 11   | 4    | 2447    | 2254     | 1.086 |
| 6.  | ŻTS Nowy Dwór Gd.           | 50  | 30 | 20  | 10   | 12   | 3    | 8    | 7    | 2398    | 2091     | 1.147 |
| 7.  | SIDEn MMKS VIII LO Toruń    | 49  | 30 | 19  | 11   | 10   | 5    | 9    | 6    | 2358    | 2057     | 1.146 |
| 8.  | Harmattan Gniewkowo         | 47  | 30 | 17  | 13   | 11   | 4    | 6    | 9    | 2410    | 2259     | 1.067 |
| 9.  | MTS Basket Kwidzyn          | 45  | 30 | 15  | 15   | 8    | 7    | 7    | 8    | 2171    | 2047     | 1.061 |
| 10. | Asseco Prokom 3 Gdynia      | 42  | 30 | 12  | 18   | 8    | 7    | 4    | 11   | 2306    | 2305     | 1.000 |
| 11. | GKS Korsarz Gdańsk          | 41  | 30 | 11  | 19   | 7    | 8    | 4    | 11   | 2136    | 2520     | 0.848 |
| 12. | Żyrardowianka Żyrardów      | 39  | 30 | 9   | 21   | 7    | 8    | 2    | 13   | 2247    | 2620     | 0.858 |
| 13. | Inter Parts AZS UWM Olsztyn | 38  | 30 | 8   | 22   | 5    | 10   | 3    | 12   | 2238    | 2535     | 0.883 |
| 14. | Legia Warszawa              | 37  | 30 | 8   | 22   | 5    | 10   | 3    | 12   | 2171    | 2477     | 0.876 |
| 15. | OSSM PZKosz Warszawa        | 33  | 30 | 3   | 27   | 3    | 12   | 0    | 15   | 1937    | 2568     | 0.754 |
| 16. | OSSM PZKosz Sopot           | 32  | 30 | 2   | 28   | 1    | 14   | 1    | 14   | 1647    | 2417     | 0.681 |

#### Play-off
|  |                        |                        |             |                          |          |                        |                        |          |
|  | Półfinał               | Półfinał               | Półfinał    |                          |          | Finał                  | Finał                  | Finał    |
|  | Półfinał               | Półfinał               | Półfinał    |                          |          | Finał                  | Finał                  | Finał    |
|  | 28 kwietnia/ 1 maja    |                        |             |                          |          |                        |                        |          |
|  |                        |                        |             |                          |          |                        |                        |          |
|  | KPSW Astoria Bydgoszcz | KPSW Astoria Bydgoszcz | 76 89       |                          |          |                        |                        |          |
|  | KPSW Astoria Bydgoszcz | KPSW Astoria Bydgoszcz | 76 89       | 8 maja/ 16 maja/ 19 maja |          |                        |                        |          |
|  | Tur Bielsk Podlaski    | Tur Bielsk Podlaski    | 52 86       |                          |          |                        |                        |          |
|  | Tur Bielsk Podlaski    | Tur Bielsk Podlaski    | 52 86       |                          |          | KPSW Astoria Bydgoszcz | KPSW Astoria Bydgoszcz | 82 79 90 |
|  | 28 kwietnia/ 1 maja    |                        |             |                          |          | KPSW Astoria Bydgoszcz | KPSW Astoria Bydgoszcz | 82 79 90 |
|  |                        |                        | SKK Siedlce | SKK Siedlce              | 69 91 79 |                        |                        |          |
|  | Norgips Piaseczno      | Norgips Piaseczno      | SKK Siedlce | SKK Siedlce              | 69 91 79 | 84 76                  |                        |          |
|  | Norgips Piaseczno      | Norgips Piaseczno      |             |                          |          |                        |                        |          |
|  | SKK Siedlce            | SKK Siedlce            | 91 93       |                          |          |                        |                        |          |
|  | SKK Siedlce            | SKK Siedlce            | 91 93       |                          |          |                        |                        |          |

### Grupa B
- AZS Politechnika Opolska
- Doral Nysa Kłodzko
- AZS Politechnika Poznań
- KKS Siechnice
- KS Księżak Łowicz
- MKS Skierniewice (awans z III ligi)
- KS Open Basket Pleszew
- OSSM PZKosz Wrocław
- AZS WSGK Kutno
- KS Pogoń Prudnik
- WKS Śląsk Wrocław
- AZS Szczecin
- WKK Obiekty Wrocław
- Stal Ostrów Wielkopolski

#### Play-off
|  |                         |                         |                     |                          |          |                    |                    |          |
|  | Półfinał                | Półfinał                | Półfinał            |                          |          | Finał              | Finał              | Finał    |
|  | Półfinał                | Półfinał                | Półfinał            |                          |          | Finał              | Finał              | Finał    |
|  | 28 kwietnia/ 1 maja     |                         |                     |                          |          |                    |                    |          |
|  |                         |                         |                     |                          |          |                    |                    |          |
|  | AZS Radex Szczecin      | AZS Radex Szczecin      | 94 88               |                          |          |                    |                    |          |
|  | AZS Radex Szczecin      | AZS Radex Szczecin      | 94 88               | 8 maja/ 15 maja/ 19 maja |          |                    |                    |          |
|  | Księżak Łowicz          | Księżak Łowicz          | 60 70               |                          |          |                    |                    |          |
|  | Księżak Łowicz          | Księżak Łowicz          | 60 70               |                          |          | AZS Radex Szczecin | AZS Radex Szczecin | 91 75 77 |
|  | 28 kwietnia/ 1 maja     |                         |                     |                          |          | AZS Radex Szczecin | AZS Radex Szczecin | 91 75 77 |
|  |                         |                         | Open Basket Pleszew | Open Basket Pleszew      | 72 89 68 |                    |                    |          |
|  | Open Basket Pleszew     | Open Basket Pleszew     | Open Basket Pleszew | Open Basket Pleszew      | 72 89 68 | 85 95              |                    |          |
|  | Open Basket Pleszew     | Open Basket Pleszew     |                     |                          |          |                    |                    |          |
|  | AZS Politechnika Poznań | AZS Politechnika Poznań | 64 88               |                          |          |                    |                    |          |
|  | AZS Politechnika Poznań | AZS Politechnika Poznań | 64 88               |                          |          |                    |                    |          |

### Grupa C
- RosaSport Radom
- AZS Politechnika Częstochowa
- Mickiewicz Katowice
- Unia Tarnów
- KK Komtek Bytom
- MKKS Staco Niepołomice
- UMKS Kielce
- Pogoń Ruda Śląska
- Alba Chorzów
- AZS Politechnika Radomska
- Cracovia
- OSSM PZKosz Stalowa Wola
- TS Wisła Kraków
- MKS Limblach Limanowa
- MCKiS Termo-Rex Jaworzno

#### Play-off
|  |                             |                           |             |                 |       |                 |                 |       |
|  | Półfinał                    | Półfinał                  | Półfinał    |                 |       | Finał           | Finał           | Finał |
|  | Półfinał                    | Półfinał                  | Półfinał    |                 |       | Finał           | Finał           | Finał |
|  | 28 kwietnia/ 1 maja         |                           |             |                 |       |                 |                 |       |
|  |                             |                           |             |                 |       |                 |                 |       |
|  | RosaSport Radom             | RosaSport Radom           | 76 69       |                 |       |                 |                 |       |
|  | RosaSport Radom             | RosaSport Radom           | 76 69       | 8 maja/ 15 maja |       |                 |                 |       |
|  | AZS Politechnika Radomska   | AZS Politechnika Radomska | 65 52       |                 |       |                 |                 |       |
|  | AZS Politechnika Radomska   | AZS Politechnika Radomska | 65 52       |                 |       | RosaSport Radom | RosaSport Radom | 80 90 |
|  | 28 kwietnia/ 1 maja/ 5 maja |                           |             |                 |       | RosaSport Radom | RosaSport Radom | 80 90 |
|  |                             |                           | Unia Tarnów | Unia Tarnów     | 62 76 |                 |                 |       |
|  | Unia Tarnów                 | Unia Tarnów               | Unia Tarnów | Unia Tarnów     | 62 76 | 99 66 82        |                 |       |
|  | Unia Tarnów                 | Unia Tarnów               |             |                 |       |                 |                 |       |
|  | UMKS Kielce                 | UMKS Kielce               | 92 88 68    |                 |       |                 |                 |       |
|  | UMKS Kielce                 | UMKS Kielce               | 92 88 68    |                 |       |                 |                 |       |

### Turniej barażowy
Zespoły, które zajęły pierwsze miejsce w grupach awansują bezpośrednio. Pokonani finaliści wzięli udział w turniej barażowy o wejście do I ligi mężczyzn 28-30 maja w Pleszewie. Uczestnicy: SKK Siedlce, Open Basket Pleszew, Unia Tarnów. Z turnieju do I ligi awansowała jedna drużyna: SKK Siedlce.

#### Wyniki

##### piątek,28 maja2010
KS Open Basket Pleszew - SSA Unia Tarnów 86:63 (23:13, 21:14, 21:21, 21:15)

##### sobota,29 maja2010
SKK Siedlce - SSA Unia Tarnów 90:68 (27:20, 23:15, 22:13, 18:20)

##### niedziela,30 maja2010
SKK Siedlce - KS Open Basket Pleszew 76:66 (10:24, 15:17, 24:10, 27:15)

#### Kolejność końcowa
1. SKK Siedlce
2. KS Open Basket Pleszew
3. SSA Unia Tarnów

### Podsumowanie
Z pierwszej ligi spadły zespoły Żubry Białystok, KS Sudety Jelenia Góra, KKK MOSiR Krosno, AZS AWF Katowice. Ich miejsce na zapleczu ekstraklasy zajęły ekipy Astoria Bydgoszcz, AZS Szczecin, RosaSport Radom oraz zespół który wywalczył awans po barażu SKK Siedlce.
Z trzeciej ligi awansowały zespoły KK Świecie, Basket Piła, Mon-Pol Płock, AZS Politechnika Rzeszowska, GTK Gliwice, Hawajskie Koszule Żory. Ich miejsce w III lidze zajęły OSSM PZKosz Warszawa, OSSM PZKosz Sopot (z grupy A), OSSM PZKosz Wrocław, KKS Siechnice (grupa B), AWF Mickiewicz Katowice, OSSM PZKosz Stalowa Wola (grupa C).

## Sezon 2008/2009
| 1. AZS Politechnika Warszawska (awans do I ligi) 2. RosaSport Radom 3. KPSW Astoria Bydgoszcz 4. ŻTS Nowy Dwór Gdański 5. SIDEn Toruń 6. AZS WSGK Kutno 7. Harmattan Gniewkowo 8. MKS Piaseczno 9. Tur Bielsk Podlaski 10. UKS Łęczyce 11. AZS UWM Olsztyn 12. Księżak Łowicz 13. Legia Warszawa (spadek) 14. OSSM PZKosz Sopot (spadek) | - AZS Politechnika Opole - AZS PP Poznań - AZS Radex Szczecin - Doral Zetkama Nysa Kłodzko - KS Pogoń Prudnik - MKKS Rybnik - Open Basket Pleszew - OSSM PZKosz Wrocław - Spójnia Stargard Szczeciński - Tarnovia Tarnowo Podgórne - Tytan Częstochowa - VB Leasing Siechnice - WKS Śląsk Wrocław |

### Grupa C
- Alba Chorzów
- AZS Politechnika Radomska
- Basket Kraków
- Cracovia
- Hawajskie Koszule Żory
- MCKiS Jaworzno
- MKKS Zabrze
- MKS Limanowa
- MKS Start Lublin
- OSSM PZKosz Warszawa
- Pogoń Ruda Śląska
- SKK Siedlce
- TS Wisła Kraków
- UMKS Kielce

## Sezon 2007/2008
| 1. ŁKS Łódź – Łódź (awans do I ligi) 2. Harmattan Gniewkowo – Gniewkowo 3. Siden MMKS VIII LO Toruń – Toruń 4. KPSW Astoria Bydgoszcz – Bydgoszcz 5. AZS Politechnika Warszawska – Warszawa 6. Rosa Sport – Radom 7. Mostostal Białystok – Białystok 8. ŻTS Nowy Dwór Gdański – Nowy Dwór Gdański 9. AZS WSGK Kutno – Kutno 10. OSSM PZKosz Sopot – Sopot 11. CWKS Legia Warszawa – Warszawa 12. MKS Piaseczno – Piaseczno 13. OSSM PZKosz Warszawa – Warszawa 14. Tur Bielsk Podlaski – Bielsk Podlaski | - KKS VB Leasing Siechnice – Siechnice - AZS Politechnika Poznań – Poznań - Spójnia Stargard Szczeciński – Stargard Szczeciński - KS Sudety Jelenia Góra – Jelenia Góra - UKKS Leszno 2000 – Leszno - Pogoń Prudnik – Prudnik - MKKS Zabrze – Zabrze - Śląsk Wrocław – Wrocław - Basket Pleszew – Pleszew - AZS Szczecin – Szczecin - Olimpia Legnica – Legnica - AZS OSRiR Kalisz – Kalisz - ASK Doral Nysa Kłodzko – Kłodzko - AZS Opole – Opole |

### Grupa C
- Wisła Kraków – Kraków
- Alba Chorzów – Chorzów
- GKS Sitkówka-Nowiny – Sitkówka-Nowiny
- AZS Radom – Radom
- MCKiS Jaworzno – Jaworzno
- KKK MOSiR Krosno – Krosno
- Hawajskie Koszule Żory – Żory
- KS Cracovia – Kraków
- Pogoń Ruda Śląska – Ruda Śląska
- UMKS Kielce – Kielce
- AZS AWF Katowice – Katowice
- MKS Dąbrowa Górnicza – Dąbrowa Górnicza
- Polonia Przemyśl – Przemyśl
- Piotrcovia Piotrków Trybunalski

## Sezon 2006/2007
| 1. PKK Żubry Białystok – Białystok 2. Polonia 2011 Warszawa – Warszawa 3. CWKS Legia Warszawa – Warszawa 4. Siden MMKS Toruń – Toruń 5. Harmattan Gniewkowo – Gniewkowo 6. Prokom Laudam Trefl Sopot – Sopot 7. MKS Piaseczno – Piaseczno 8. AZS WSGK Kutno – Kutno 9. ŻTS Nowy Dwór Gdański – Nowy Dwór Gdański 10. BTS Tur Bielsk Podlaski – Bielsk Podlaski 11. MKS Novum Bydgoszcz – Bydgoszcz 12. OSSM PZKosz Sopot – Sopot | - AZS Szczecin - RKKS Rawia Rawicz - KS Sudety Jelenia Góra - ASK Doral Nysa Kłodzko - WKS Śląsk Wrocław - KS Pogoń Prudnik - MKKS Rybnik - KS Pogoń Ruda Śląska - AZS Opole - Bobry Bytom - KS Stal Ostrów Wielkopolski - KS Polonia Leszno - KS Olimpia Legnica |

### Grupa C
- KS Cracovia
- STK Basket Kraków
- AZS Radom
- MKS Piotrówka Radom
- UMKS Kielce
- GKS Nowiny Sitkówka-Nowiny
- MOSiR Krosno
- MKS Polonia Przemyśl
- Big Star Tychy
- MKS Dąbrowa Górnicza
- UMKS Piotrcovia Piotrków Trybunalski
- MCKiS Jaworzno
- AZS-AWF Katowice
- KKS Mickiewicz Katowice